# Ruth Bré
Ruth Bré (Pseudonym für Elisabeth Bouness, auch Bouneß oder Bonnes; alias Elisabeth Michael, geborene Elisabeth Rothmund * 19. Dezember 1862 in Breslau; † 7. Dezember 1911 in Herischdorf, Landkreis Hirschberg im Riesengebirge,) war eine deutsche Mutterrechtlerin, Frauenrechtlerin, Schriftstellerin, Journalistin, Theaterschreiberin und radikale Patriarchatskritikerin. Sie war die Gründerin des Bundes für Mutterschutz.

## Leben
Ruth Bré wurde unehelich geboren. Die Namen ihrer Eltern wurden geheim gehalten. Sie hatte mindestens einen Bruder. Bré lebte in Hermsdorf unterm Kynast und arbeitete als Lehrerin, u. a. für Gesang und Religion, beteiligte sich an öffentlichen Debatten zu Erziehungsfragen und schrieb Theaterstücke.
Der Name Ruth Bré war ein Pseudonym. Bré ist vermutlich eine Zusammenstellung aus den Anfangsbuchstaben von Elisabeth-Rothmund-Bonnes, rückwärts gelesen. Rothmund war der Name ihrer leiblichen Mutter. Ihre frühesten Schriften publizierte sie unter dem Pseudonym Elisabeth Bouness (auch Bouneß), ihre Schriften zur Frauenbewegung unter dem Pseudonym Ruth Bré.
Brés Grab auf dem Cavalierberg in Herischdorf existiert nicht mehr.

## Frauen- und Mutterrechtlerin
Nach ihrer Frühpensionierung wurde sie aktiv in der ersten Frauenbewegung in Deutschland, in der sie dem radikalen Flügel zuzurechnen war. Fortan verfasste sie Traktate über die Rechte von Müttern, schrieb einen Roman, Artikel und versuchte sich als Herausgeberin einer Zeitung. Sie beeindruckte Zuhörer unter anderen mit temperamentvoller Rhetorik.
Ruth Bré machte sich die Verbesserung der Lage lediger Mütter und ihrer Kinder zur Lebensaufgabe. In ihren Schriften kritisierte sie die Bedingungen der Mutterschaft im Patriarchat und rief zur Rebellion auf: „Gebärt nicht anderen, – gebärt nur Euch ihr Frauen! […] Die Frau kann ohne den Staat bestehen. Aber der Staat nicht ohne die Frau.“ Insbesondere kämpfte Bré gegen die Entlassung verheirateter Beamtinnen (das so genannte „Lehrerinnenzölibat“) und für die freie Mutterschaft. Mutterschaft war nach Ansicht Brés die Voraussetzung für die psychische und physische Gesundheit der Frau. Ihr Ziel war die Wiedereinführung des Mutterrechts. In ihren Schriften kommt Mutterverehrung zum Ausdruck, auch in spiritueller Form.
Bré gründete am 12. November 1904 in Leipzig den Bund für Mutterschutz. Mitunterzeichner der Gründungsurkunde waren der Lebensreformer Friedrich Landmann und der Bezirksamtsassessor und Schriftsteller Heinrich Meyer. Der Bund für Mutterschutz wurde schnell erfolgreich und fand viele prominente Unterstützer. In der Anfangsphase des Bundes, im Zuge von Richtungsstreitigkeiten, unterlag Bré jedoch früh ihrer Gegenspielerin Helene Stöcker, die sie verdrängte und den Bund in eine sexualreformerisch orientierte Richtung lenkte. Bré und ihre Mitstreiter warfen Stöcker vor, Brés geistigen Besitz geraubt zu haben.
Bré gründete mindestens eine Mütterkolonie nach dem Vorbild matriarchaler Gesellschaften.

## Schriften (Auswahl)
- Elisabeth Bouneß: Die Frau an der Jahrhundertwende. Breslau 1900. (Theaterstück).
- Elisabeth Bouness: Kaiserworte, Fürsorgegesetz und Lehrerschaft. Betrachtungen aus Liebe zum Vaterlande. Leipzig 1903.
- Ruth Bré: Das Recht auf die Mutterschaft: Eine Forderung zur Bekämpfung der Prostitution, der Frauen- und Geschlechtskrankheiten. Leipzig 1903.
- Ruth Bré: Staatskinder oder Mutterrecht? Versuche zur Erlösung aus dem sexuellen und wirtschaftlichen Elend. Leipzig 1904.
- Ruth Bré: Keine Alimentationsklage mehr! Schutz den Müttern! Ein Weckruf an alle, die eine Mutter hatten. Leipzig 1905.
- Ruth Bré: Ecce Mater! (Siehe eine Mutter!). Leipzig 1905. (Roman).
- Ruth Bré: Geboren am Weihnachtsabend. In: Die Neue Generation, Jg. 5, Nr. 2/1909, S. 81–85.
- Ruth Bré: Zunächst andere Ehegesetze!. In: Hedwig Dohm u. a. (Hrsg.): Ehe? Zur Reform der sexuellen Moral, Berlin 1911, S. 177–191.